# Боулдер (Вайоминг)
Боулдер (англ. Boulder, Wyoming) — статистически обособленная местность, расположенная в округе Сублетт (штат Вайоминг, США) с населением в 30 человек по статистическим данным переписи 2000 года.

## Демография
По данным переписи населения 2000 года в Боулдере проживало 30 человек, 7 семей, насчитывалось 15 домашних хозяйств и 28 жилых домов. Средняя плотность населения составляла около 8,9 человек на один квадратный километр. Расовый состав Боулдера по данным переписи был исключительно белым.
Из 15 домашних хозяйств в 13,3 % — воспитывали детей в возрасте до 18 лет, 40,0 % представляли собой совместно проживающие супружеские пары, в 6,7 % семей женщины проживали без мужей, 53,3 % не имели семей. 46,7 % от общего числа семей на момент переписи жили самостоятельно, при этом 13,3 % составили одинокие пожилые люди в возрасте 65 лет и старше. Средний размер домашнего хозяйства составил 2,00 человека, а средний размер семьи — 2,71 человек.
Население статистически обособленной местности по возрастному диапазону по данным переписи 2000 года распределилось следующим образом: 10,0 % — жители младше 18 лет, 6,7 % — между 18 и 24 годами, 30,0 % — от 25 до 44 лет, 36,7 % — от 45 до 64 лет и 16,7 % — в возрасте 65 лет и старше. Средний возраст жителей составил 46 лет. На каждые 100 женщин в Боулдере приходилось 130,8 мужчин, при этом на каждые сто женщин 18 лет и старше приходилось 145,5 мужчин также старше 18 лет.
Средний доход на одно домашнее хозяйство в статистически обособленной местности составил 12  500 долларов США, а средний доход на одну семью — 23 750 долларов. Доход на душу населения в статистически обособленной местности составил 7908 долларов в год. Все семьи Боулдера имели доход, превышающий уровень бедности, 33,3 % от всей численности населения находилось на момент переписи населения за чертой бедности, при том все жители младше 18 и старше 65 лет имели совокупный доход, превышающий прожиточный минимум.

## География
По данным Бюро переписи населения США статистически обособленная местность Боулдер имеет общую площадь в 3,37 квадратных километров, водных ресурсов в черте населённого пункта не имеется.
Статистически обособленная местность Боулдер расположена на высоте 2139 метров над уровнем моря. Климат субарктический, умеренно холодный, полузасушливый (префикс «Dfc» по Классификации климатов Кёппена).
| Показатель                    | Янв.  | Фев.  | Март  | Апр. | Май  | Июнь | Июль | Авг. | Сен. | Окт. | Нояб. | Дек.  | Год   |
| ----------------------------- | ----- | ----- | ----- | ---- | ---- | ---- | ---- | ---- | ---- | ---- | ----- | ----- | ----- |
| Средний суточный максимум, °C | −3,9  | −0,6  | 3,9   | 11,1 | 16,7 | 22,2 | 26,1 | 25,6 | 20,6 | 14,4 | 3,9   | −2,2  | 11,7  |
| Средняя температура, °C       | −12,8 | −10,6 | −3,9  | 2,2  | 7,8  | 12,2 | 15,6 | 15   | 9,4  | 3,9  | −4,4  | −11,1 | 2,2   |
| Средний суточный минимум, °C  | −13,3 | −15,6 | −12,2 | −6,1 | −1,7 | 2,8  | 5    | 3,9  | −1,1 | −6,7 | −13,3 | −15   | −7,8  |
| Норма осадков, мм             | 10,4  | 11,2  | 19,6  | 23,1 | 33,5 | 30,7 | 26,4 | 33,5 | 37,3 | 18   | 11,2  | 8,1   | 263,1 |